# Laville-aux-Bois
Laville-aux-Bois ist eine französische Gemeinde mit 238 Einwohnern (Stand: 1. Januar 2022) im Département Haute-Marne in der Region Grand Est. Sie gehört zum Arrondissement Chaumont und zum Kanton Chaumont-2. Die Einwohner werden Quechots und Quechottes genannt.

## Geographie
Laville-aux-Bois liegt etwa sieben Kilometer ostsüdöstlich des Stadtzentrums von Chaumont. Umgeben wird Laville-aux-Bois von den Nachbargemeinden Chamarandes-Choignes im Nordwesten, Biesles im Osten, Poulangy im Süden und Südosten, Luzy-sur-Marne im Süden und Südwesten sowie Verbiesles im Westen und Südwesten.

## Bevölkerungsentwicklung
| Jahr                       | 1962 | 1968 | 1975 | 1982 | 1990 | 1999 | 2006 | 2019 |
| Einwohner                  | 118  | 134  | 154  | 250  | 223  | 198  | 227  | 223  |
| Quellen: Cassini und INSEE |      |      |      |      |      |      |      |      |

## Sehenswürdigkeiten
- Kirche Mariä Unbefleckte Empfängnis (Église Notre-Dame-de-l’Immaculée-Conception)
- Kapelle Saint-Évrard des ehemaligen Priorats-Hospitals im Ortsteil Moiron-le-Bas
- Kapelle Saint-Évrard im Ortsteil Moiron-le-Bas

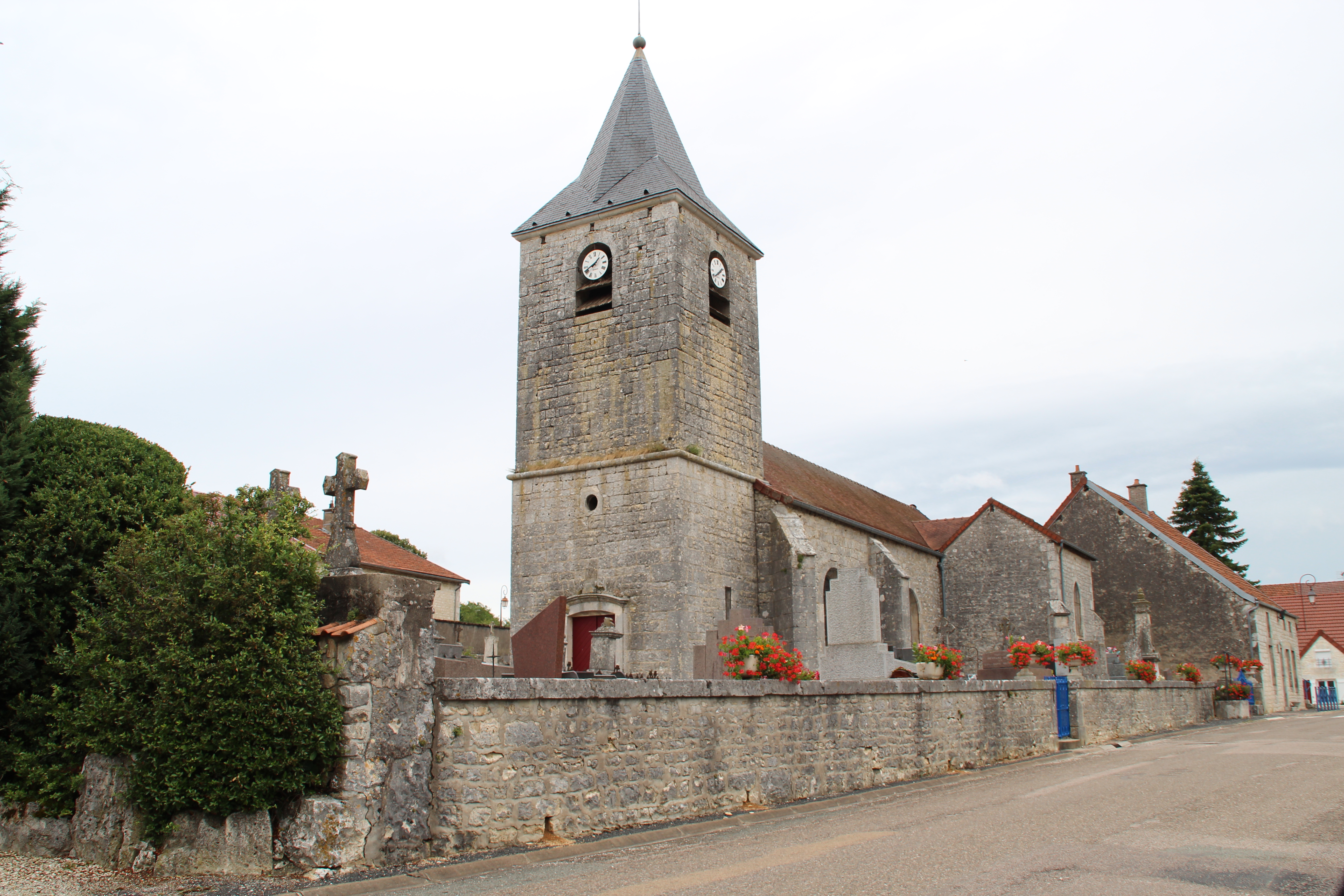
Kirche Notre-Dame-de-l’Immaculée-Conception